# آتیلا آمبروش
آتیلا آمبروش (به مجاری: Ambrus Attila)؛ متولد ۶ اکتبر ۱۹۶۷ با نام مستعار دزد ویسکی، سارق بانک اهل مجارستان و بازیکن هاکی روی یخ است. وی به دلیل ارتکاب یک زنجیره سرقت در دهه ۱۹۹۰ در بوداپست مشهور شد. آمبروش دستگیر و ۱۲ سال زندانی شد و سرانجام در سال ۲۰۱۲ آزاد شد. داستان او در کتاب Ballad of the Whiskey Robber به نویسندگی جولیان روبنستاین و فیلم دزد ویسکی به کارگردانی نیمرود آنتال روایت شده است.
از وی به عنوان بتیار مدرن نام برده‌شده، که راهزنان قرن هجدهمی در مجارستان بودند.

## زندگی‌نامه
آمبروش در یک خانواده سِکِی مجار در روستای لِلیچن (چیکی‌سِنت‌لِلِک) در شرق ترانسیلوانی در منطقه سکی‌فولد به دنیا آمد.
آمبروش در کودکی مرتکب سرقت شده‌بود. در سال ۱۹۸۸ با پنهان شدن در زیر یک قطار باربری به‌طور غیرقانونی از رومانی به مجارستان مهاجرت کرد و در ۱۹۹۴ موفق به اخذ تابعیت مجارستان شد.
آمبروش در ابتدا از طریق مشاغلی عجیب و غریب، از جمله گورکنی و قاچاق پوست حیوانات امرار معاش می‌کرد و پس از آن عضو تیم هاکی حرفه‌ایِ انجمن ورزشی اوی‌پشت شد. او در ابتدا سرایدار آنجا بود و پس از آن دروازه‌بان تیم شد. هم تیمی‌های آمبروش به او لقب «پلنگ سِکِی» داده بودند. آمبروش درآمد ثابتی نداشت و اولین سرقت خود را از یک اداره پست در سال ۱۹۹۳ انجام داد. پس از این سرقت موفقیت‌آمیز، مجموعاً به ۲۷ فقره سرقت از بانک‌ها، دفاتر پستی و آژانس‌های مسافرتی دست زد که سرانجام به دستگیری وی در ۱۹۹۹ منجر شد. در آن زمان حدوداً ۱۰۰ میلیون فورینت (معادل نیم میلیون دلار آمریکا) سرقت کرد.
آمبروش در میخانه‌ای نزدیک به محل سرقت ویسکی می‌نوشید و به این دلیل به «دزد ویسکی» معروف شد. با اینکه در بعضی از سرقت‌هایش اسلحه حمل می‌کرد، اما به کسی آسیب نرساند. پوشیدن لباس‌های مبدل عجیب، گل دادن به زنان قبل از سرقت و فرستادن بطری شراب به پلیس نیز از دلایل شهرت او شد. در زمان دستگیری در ۱۵ ژانویه ۱۹۹۹، آنچنان محبوب بود که سال‌ها پس از آن پرچمی به افتخار دزد ویسکی در ورزشگاه اوی‌پشت به اهتزاز درمی‌آمد.
آمبروش در ۱۰ ژوئیه ۱۹۹۹ با استفاده از طنابی که از خرده‌های کاغذ، سیم برق و بند کفش ساخته بود، از زندان فرار کرد. سه ماه در آپارتمانی در مرکز شهر بوداپست مخفی شد. بعد از یک سرقت دیگر، پلیس با استفاده از ردی که او در محل جرم باقی گذاشته بود، موفق به کشف مخفیگاهش شد که به دستگیری دوباره وی منتهی شد. آمبروش به ۱۷ سال حبس محکوم شد ولی به دلیل خوش‌رفتاری در ۳۱ ژانویه ۲۰۱۲ به‌صورت مشروط آزاد شد.
همدست وی کاروی آنتال در سال ۲۰۰۴ در مرز رومانی و مجارستان دستگیر و به دو سال و نیم زندان محکوم شد. همدست دیگر او، گابور اوربان، به هشت سال حبس محکوم شد.
او پس از آزادی از زندان در ترانسیلوانی، رومانی مشغول به سفالگری شد.

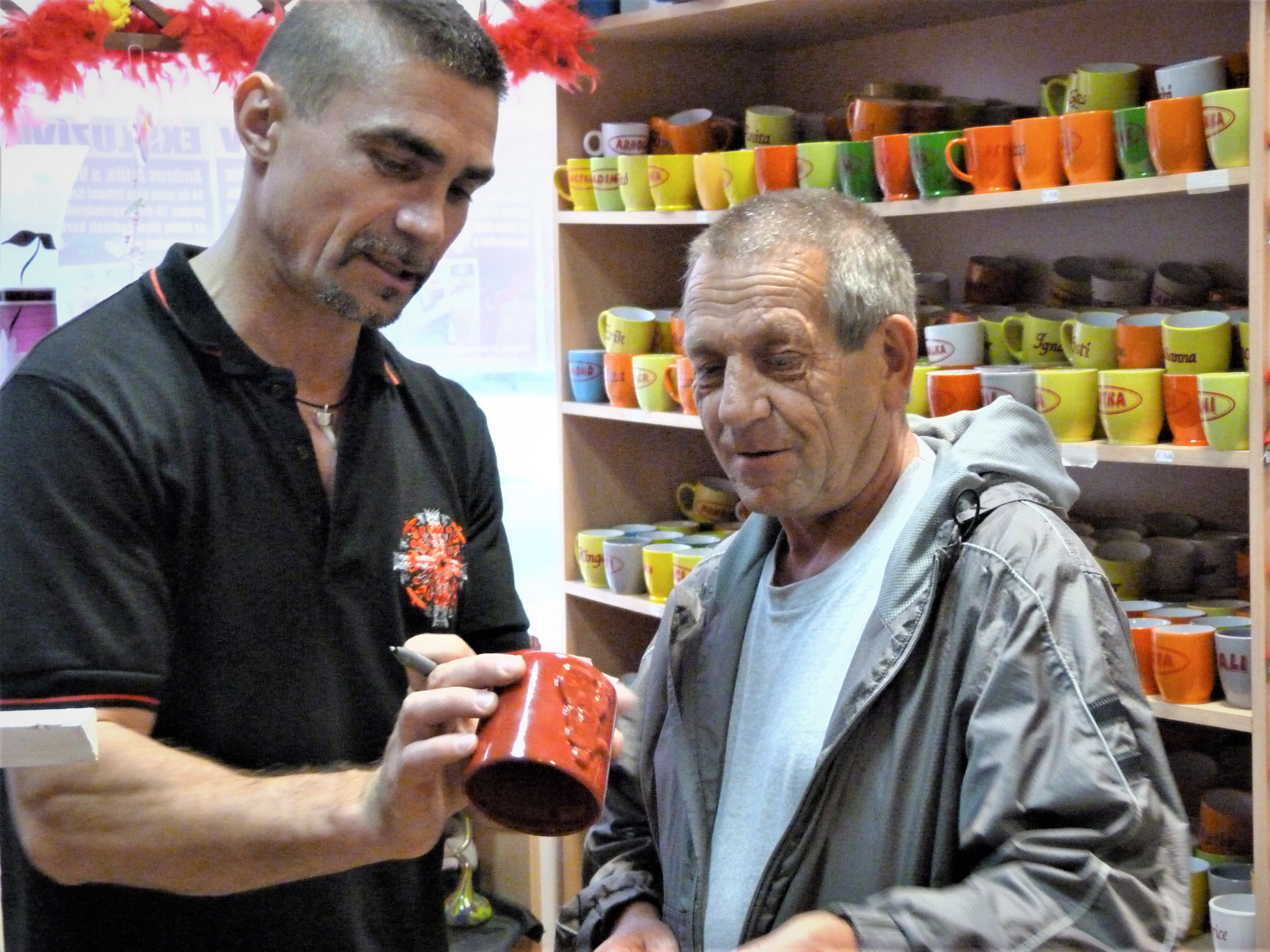
آتیلا (چپ) در سال ۲۰۱۳

## طرفداران ایرانی
آمبروش در ۱۴ اکتبر ۲۰۲۰ اعلام کرد صفحات مجازی او توسط زنان ایرانی بی‌شماری مورد هجوم قرار گرفته است و او ایده‌ای ندارد که این همه طرفدار ایرانی از کجا آمده‌اند. ظاهراً کتاب زندگی‌نامهٔ او، بدون اطلاع خودش به صورت پادکست در ایران منتشر شده است. پادکست سریالی آتیلا یکی از پرطرفدارترین قصه‌های پادکست چنل‌بی بوده است.

## اقتباس

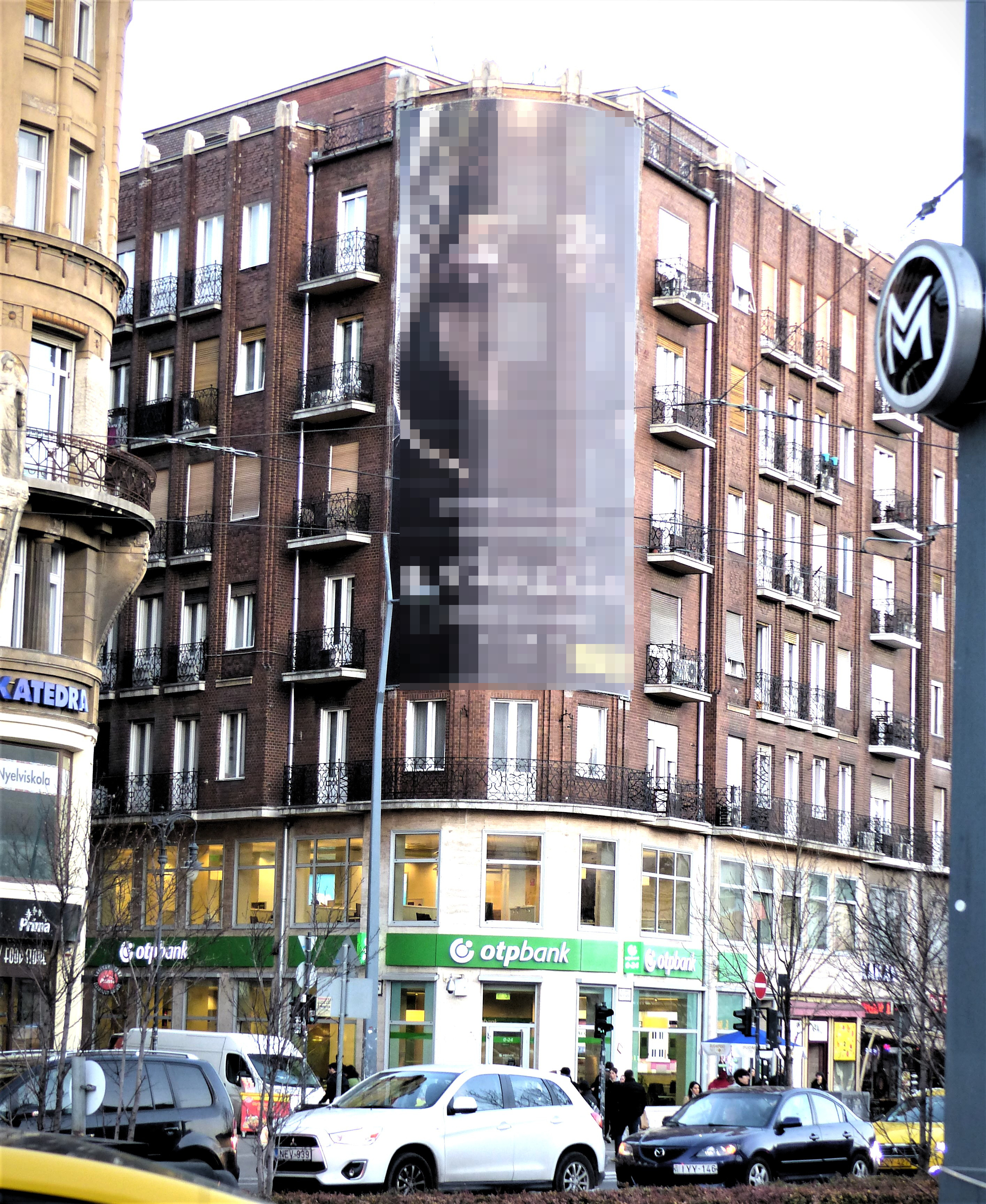
تبلیغ فیلم دزد ویسکی در مرکز شهر بوداپست

زندگی‌نامه و داستان سرقت‌های او موضوع کتاب Ballad of the Whiskey Robber نوشته جولیان روبنستاین است. این کتاب با صداپیشگی اریک بوگوسیان، دیمیتری مارتین، جاناتان ایمس و گری اشتینگارت به صورت کتاب صوتی در دسترس است. صحنه‌هایی از این کتاب، موضوع چند نمایش تئاتر در آلمان و مجارستان بوده است. این کتاب توسط جانی دپ و برادران وارنر برای فیلم انتخاب شد و فیلمنامه‌ای از آن نوشته شد که به لیست سیاه بهترین فیلمنامه‌های تولید نشده سال ۲۰۰۸ هالیوود راه یافت.
داستان آمبروش، موضوع فیلم دزد ویسکی به کارگردانی نیمرود آنتال است که در نوامبر سال ۲۰۱۷ منتشر شد.